# Agrius cordiae
Agrius cordiae là một loài bướm đêm thuộc họ Sphingidae. Nó được tìm thấy ở quần đảo Marshall.
Chiều dài cánh trước là 36 mm đối với con đực và 37 mm đối với con cái. Nó giống như Agrius convolvuli nhưng nhỏ hơn và tối hơn.